# Orimargula
Orimargula is een ondergeslacht van het geslacht van insecten Antocha binnen de familie steltmuggen (Limoniidae).

## Soorten
Deze lijst van 41 stuks is mogelijk niet compleet.
- A. (Orimargula) almorae (Alexander, 1970)
- A. (Orimargula) alpigena (Mik, 1883)
- A. (Orimargula) australiensis (Alexander, 1922)
- A. (Orimargula) brevicornis (Alexander, 1960)
- A. (Orimargula) brevifurca (Alexander, 1970)
- A. (Orimargula) brevisector (Alexander, 1970)
- A. (Orimargula) brevivena (Edwards, 1928)
- A. (Orimargula) delibata (Riedel, 1914)
- A. (Orimargula) flavella (Alexander, 1926)
- A. (Orimargula) gracilicornis (Edwards, 1925)
- A. (Orimargula) gracilipes (Alexander, 1927)
- A. (Orimargula) griseipennis (Alexander, 1920)
- A. (Orimargula) hintoni (Alexander, 1967)
- A. (Orimargula) indumeni (Alexander, 1956)
- A. (Orimargula) intermedia (Edwards, 1928)
- A. (Orimargula) kraussi (Alexander, 1955)
- A. (Orimargula) longicornis (Alexander, 1921)
- A. (Orimargula) maculipleura (Edwards, 1933)
- A. (Orimargula) melina (Alexander, 1957)
- A. (Orimargula) mesocera (Alexander, 1931)
- A. (Orimargula) minuscula (Alexander, 1963)
- A. (Orimargula) multispina (Alexander, 1956)
- A. (Orimargula) nigristyla (Alexander, 1956)
- A. (Orimargula) papuensis (Alexander, 1953)
- A. (Orimargula) pauliani (Alexander, 1953)
- A. (Orimargula) pedekiboana (Lindner, 1958)
- A. (Orimargula) philippina (Alexander, 1917)
- A. (Orimargula) possessiva (Young, 1994)
- A. (Orimargula) praescutalis (Alexander, 1936)
- A. (Orimargula) prefurcata (Alexander, 1950)
- A. (Orimargula) quadrispinosa (Alexander, 1963)
- A. (Orimargula) salikensis (Alexander, 1958)
- A. (Orimargula) schmidi (Alexander, 1958)
- A. (Orimargula) setosa (Alexander, 1960)
- A. (Orimargula) simplex (Alexander, 1970)
- A. (Orimargula) sparsissima (Alexander, 1974)
- A. (Orimargula) tana (Alexander, 1972)
- A. (Orimargula) tanycera (Alexander, 1963)
- A. (Orimargula) tasmanica (Alexander, 1928)
- A. (Orimargula) transvaalia (Alexander, 1921)
- A. (Orimargula) venosa (Alexander, 1964)